# متلازمة المحتال
متلازمة المحتال (بالإنجليزية: Impostor syndrome)‏ (تُعرَف أيضًا بظاهرة المحتال (بالإنجليزية: Impostor syndrome)‏، أو الاحتيالية (بالإنجليزية: impostorism)‏، أو متلازمة المحتال (بالإنجليزية: fraud syndrome)‏، أو تجربة المحتال (بالإنجليزية: impostor experience)‏) هي نمط نفسي يشك فيه المرء بإنجازاته ولديه خوف داخلي دائم من أن يعتبره الآخرون «محتالًا». على الرغم من وجود أدلة خارجية على كفاءتهم، يبقى الأفراد الذين يعانون من هذه الظاهرة مقتنعين أنهم محتالون، وأنهم لا يستحقون كل ما حققوه. يعزو الأفراد المصابون بالاحتيالية نجاحهم إلى الحظ، أو أنه نتيجة تضليل الآخرين نحو الاعتقاد بأنهم أكثر ذكاءً مما يعتبرون أنفسهم عليه. في حين ركزت الأبحاث الباكرة على شيوع المتلازمة بين النساء ذوات الإنجازات الكبيرة، عرّفت متلازمة المحتال بأنها تؤثر على الرجال والنساء على حد سواء.

## لمحة تاريخية
ظهر مصطلح متلازمة المحتال في عام 1978 في مقالة بعنوان «متلازمة المحتال في النساء ذوات الإنجازات الكبيرة: الديناميكية والتدخل العلاجي» للدكتورة بولين آر. كلانس والدكتورة سوزان أ. آيمس. عرّفت كل من كلانس وآيمس ظاهرة المحتال بأنها معاناة الفرد من التصور الذاتي للزيف الثقافي (غش). تحرّى الباحثون شيوع هذه التجربة الداخلية بمقابلة عينة من مئة وخمسين امرأة من ذوات الإنجازات الكبيرة. عُرِفت كل المشاركات بامتيازهن المهني بشكل رسمي من قبل زملائهن، وأظهرن إنجازات أكاديمية عبر الشهادات المحصلة ونتائج اختبارات القياس. على الرغم من وجود أدلة ثابتة على المصداقية والإثبات الخارجي، افتقرت هؤلاء النساء إلى الاعتراف الداخلي بإنجازاتهن. فسرت المشاركات كيف أن نجاحهن كان نتيجة للحظ، وأن الآخرين يبالغون في تقدير ذكائهن وقدراتهن ببساطة. اعتقدت كل من كلانس وآيمس أن هذا الإطار العقلي لظاهرة الاحتيال قد تطور من عدة عوامل مثل: القوالب الجندرية والديناميكيات العائلية الباكرة والثقافة ونمط الإسناد. توصل الباحثون إلى أن النساء اللاتي عانين من ظاهرة المحتال أظهرن أعراضًا متعلقة بالاكتئاب والقلق المعمم وضعف الثقة بالنفس.
صرحت كلانس وآيمس في مقالتهما لعام 1978 بالاعتماد على تجربتهما السريرية أن ظاهرة المحتال كانت أقل شيوعًا عند الرجال. لاحظن أن إجراء المزيد من الأبحاث ضروري لتحديد آثار ظاهرة المحتال على الرجال. عقب الإعلان سنة 1978، اكتشفت أبحاث أكثر أن هذه التجربة تظهر في ديموغرافيات خارج نطاق النساء الناجحات ذوات الإنجازات الكبيرة أيضًا.

## الشيوع
في مزيد من التجارب الجارية، تُدرَس ظاهرة المحتال بصفتها رد فعل لمنبه أو أحداث معينة. وهي ظاهرة (تجربة) تحدث لدى الفرد، وليست اضطرابًا عقليًا.
تعد المشاعر في متلازمة المحتال شائعة ولكن الظاهرة ليست معروفة جيدًا. أظهرت إحدى الإحصائيات في المملكة المتحدة أن 85% من البالغين العاملين شعروا بأنهم ليسوا كفؤًا أو غير مؤهلين في العمل، في حين كان 25% من المتجاوبين مدركين لمتلازمة المحتال.
لا يعترف الدليل التشخيصي والإحصائي للاضطرابات النفسية أو التصنيف الدولي للأمراض بظاهرة المحتال، على الرغم من أن كلا نظامي التصنيف هذين يعترفان بتدني احترام الذات وإحساس الفشل كأعراض مرافقة للاكتئاب.

## الأعراض
قد تترافق تجربة المحتال مع القلق أو التوتر أو الاكتئاب والشعور الدائم بتدني الثقه بالنفس .

## قياس ظاهرة المحتال
صممت كلانس أول مقياس لقياس صفات ظاهرة المحتال عام 1985، وأطلِق عليه مقياس كلانس لظاهرة المحتال (سي آي بّي). يمكن استخدام المقياس لتحديد ما إذا كانت صفات الخوف موجودة، وإلى أي مدى. تشمل جوانب الخوف: الخوف من التقييم، والخوف من عدم استكمال النجاح، والخوف من عدم تساوي القدرات مع قدرات الآخرين.
في بحث عام 1985، شرحت كلانس أن ظاهرة المحتال يمكن تمييزها بالأبعاد الستة التالية:
- حلقة المحتال.
- الحاجة للتميز أو أن يكون الأفضل.
- صفات الرجل الخارق/المرأة الخارقة.
- الخوف من الفشل.
- إنكار القدرة ومديح الخصم.
- الشعور بالخوف والذنب حيال النجاح.

لاحظت كلانس أن صفات هذه الأبعاد الستة قد تتنوع. تبعًا لهذا النموذج، لكي يُعتَبَر الفرد مصابًا بالاحتيال، يجب أن يتواجد لديه على الأقل جانبان من هذه الجوانب. افترضت كلانس أنه يمكن رؤية أهم جانب لفهم تجلي هذه التجربة عبر دورة المحتال التي خلقتها.

### الأنواع الخمس لمتلازمة المحتال
بناءً على عقود من البحث، بحثت فاليري يونغ مفصّلًا في مشاعر الاحتيال بين ذوي الإنجازات الكبيرة. في كتابها الأفكار السرية للمرأة الناجحة: لِمَ يعاني الناس القادرون من متلازمة المحتال وكيف يمكن الازدهار على الرغم منها، كانت قادرة على تحديد المجموعات الفرعية الخمسة التي تنقسم إليها هذه المتلازمة.
- الكماليّ.
- الرجل الخارق/المرأة الخارقة.
- العبقري الطبيعي.
- المنفرد.
- الخبير.

اقترحت الدراسات أن أكثر من سبعين بالمئة من الأشخاص يصابون بمتلازمة المحتال في نقطة ما من مهنتهم. بتحديد نقاط الكفاءة أعلاه، يمكن اتخاذ خطوات لمعالجتها.

### حلقة المحتال
تبدأ حلقة المحتال وفقًا لكلانس بمهمة متعلقة بالإنجاز. يمكن أن نأخذ كمثال على مهمة متعلقة بالإنجاز تدريبًا حددته المدرسة أو العمل. بمجرد تلقي الشخص مهمة، تبدأ مشاعر القلق والشك بالذات والتوتر بالظهور مباشرة. توضح الحلقة ردّي فعل محتملين ينبعان من هذه المشاعر. قد يتجهز الفرد إما بالإفراط في التحضير أو بالتسويف.
إذا استجاب الفرد بالتسويف، ستتحول الاستجابة الأولية إلى جهد مسعور لإنهاء المهمة. بمجرد انتهاء المهمة، ستكون هناك فترة وجيزة من الإنجاز والشعور بالراحة. إذا ما أعطيت تغذية راجعة إيجابية بمجرد انتهاء المهمة، سيخصم الفرد من التغذية الراجعة الإيجابية.
أما إذا استجاب الفرد بالإفراط في التحضير، سينظر إلى النتاج الناجح على أنه نتيجة للعمل الشاق. إذا استجاب الشخص بالتسويف، سينظر للنتاج على أنه مسألة حظ. في حلقة المحتال، لا يفسر نيل النجاح عبر العمل الشاق أو الحظ على أنه قدرة شخصية حقيقية. وهذا يعني أنه لا تهم الآلية التي استخدمها الفرد لإكمال المهمة. حتى لو تسببت النتائج باستجابة إيجابية، لا يكون للتغذية الراجعة أي أثر على إدراك الفرد للنجاح الشخصي. وهذا ما يقود به إلى خصم التغذية الراجعة.
يعمل تسلسل الأحداث كمعزز، متسببًا في بقاء حلقة المحتال فعالة. مع كل حلقة، تتراكم مشاعر الاحتيال المدرَكة، وتزايد الشك بالذات، والاكتئاب، والقلق. مع استمرار الحلقة، يؤدي النجاح المتزايد إلى تكثيف شعور المحتال. تتسبب هذه التجربة في بقاء الفرد مطاردًا بافتقاره للقدرة الشخصية المدركة. إن اعتقاد الفرد لإمكانية كشف الآخرين لما يظن أنه عليه في الواقع هو ما يبقي حلقة المحتال فعالة.

### الدراسات الجندرية
تلقت الدراسات حول ظاهرة الاحتيال تعليقات متنوعة فيما يخص وجودها لدى الرجال والنساء. تحرت كلانس وآيمس هذه التجربة لدى النساء ذوات الإنجازات الكبيرة في دراستهما لعام 1978. عقب نشر هذه الدراسة، تحرى الباحثون ظاهرة المحتال في كل من الرجال والنساء. اقترحت كلانس وآيمس أن هذه التجربة تتجلى لدى النساء أكثر من الرجال. نظرت دراسة لعام 2006 في الفروقات الجندرية أثناء تقصي العلاقة المحتملة بين الشعور بالخوف من الاحتيال وتحقيق الأهداف. توصل الباحثون إلى أن النساء اللاتي شاركن في هذه الدراسة عانين من ظاهرة المحتال أكثر من الرجال المشاركين. أظهر بحث آخر أن النساء عادة ما يواجهن ظاهرة المحتال فيما يخص الأداء. يتضح إدراك القدرة والقوة في التفوق على الآخرين. بالنسبة للرجال، تنشأ ظاهرة المحتال غالبًا عن خوفهم ألا يكونوا ناجحين، أو ألا يكونوا جيدين بما فيه الكفاية. على الرغم من هذه الاختلافات، هناك كمية ملحوظة من الأدب حول ظاهرة المحتال والاختلافات الجندرية التي تَبيَّن أنها منتشرة بين الرجال والنساء على حد سواء.

## الحدوث
شعور الفرد بأنه محتال والذي يظهر في ظاهرة المحتال ليس أمرًا غير شائع. إذ قُدّر أن نحو 70% من الأفراد سيعانون من أعراض وعلامات ظاهرة المحتال لمرة في حياتهم على أقل تقدير. قد يكون ذلك نتيجة وسط أكاديمي أو مهني جديد. يبين الباحثون أن ظاهرة المحتال ليست قليلة الشيوع بين الطلاب الذين يدخلون بيئة أكاديمية جديدة. قد تأتي مشاعر انعدام الأمان نتيجة بيئة جديدة غير معروفة. يؤدي ذلك إلى الثقة المتدنية بالنفس وضعف الإيمان بقدراتهم الخاصة.

### البيئة
قد تحدث ظاهرة المحتال في أوساط مختلفة. تشمل بعض الأمثلة:
- بيئة جديدة.[2]
- وسط أكاديمي.[4]
- في مكان العمل.[4][5]
- التفاعلات الاجتماعية.[7]
- العلاقات (الأفلاطونية/العذرية أو الرومانسية).[7]

في العلاقات، غالبًا ما يشعر الأشخاص الذين يعانون من الاحتيالية أنهم لا يرتقون لمستوى توقعات أصدقائهم أحبائهم. من الشائع أن يعتقد الأفراد المصابون بالاحتيالية أنه لا بد من أن يكونوا قد خدعوا الآخرين ليعجبوا بهم أو يرغبوا بقضاء الوقت معهم. ويعانون من مشاعر عدم القيمة وعدم استحقاق العلاقات المفيدة التي يملكونها.
تتواجد أدلة تجريبية تشير إلى الآثار الضارة لظاهرة المحتال في الطلاب. أظهرت الدراسات أنه مع تزايد مفهوم الذات الأكاديمي لدى الطالب، تتناقص أعراض ظاهرة المحتال، والعكس صحيح. كان للقلق والعواطف لدى الطلاب تأثير مباشر على أدائهم في البرنامج.
تشمل المظاهر الشائعة لظاهرة المحتال في الصفوف:
- قارن الطلاب أنفسهم بزملائهم في الصف.
- لم يشعر الطلاب أنهم جاهزون أكاديميًا حين قارنوا أنفسهم بزملائهم في الصف.
- تساءل الطلاب عن الأسباب التي أدت لقبولهم في البرنامج.
- تصور الطلاب أن الاعتراف الإيجابي والجوائز والدرجات الجيدة نبعت من عوامل خارجية وليس من قدرة شخصية أو ذكاء.

تحرى كوكلي وآخرون تأثير ظاهرة المحتال على الطلاب، بالأخص المنتمين للأقليات العرقية. وجدوا أن مشاعر الاحتيال التي شعر بها الطلاب أدت لضائقة نفسية. تساءل الطلاب المنتمون للأقليات العرقية غالبًا عن الأسباب وراء قبولهم في البرنامج. وكان لديهم افتراض خاطئ أنهم تلقوا قبولهم من أجل العمل الإيجابي فقط، وليس بسبب استماراتهم المميزة والمؤهلات التي عرضوها.

### الروابط
أظهرت الدراسات تواجد علاقة بين ظاهرة الاحتيال والعوامل التالية:
- توقعات العائلة.[7]
- الأهل مفرطو الحماية أو الحراس القانونيون.[12]
- دورات مستوى الدراسات العليا.[7]
- الهويات العرقية.[7]
- نمط الإسناد.[11]
- القلق.[11]
- الاكتئاب.[11]
- احترام الذات المتدني.[4]
- المثالية (الكمالية).[4]
- مراقبة الذات المفرطة مع التركيز على كفاءة الذات.[2]

هذه الجوانب المذكورة لا تستبعد بعضها البعض. إذ وُجِد أن هذه المكونات تترابط لدى الأفراد المصابين بظاهرة المحتال. من الخطأ أن نستنتج أن العلاقة الترابطية بين هذه الجوانب تسبب تجربة المحتال.
تتسبب مشاعر الذنب لدى الأفراد المصابين بظاهرة المحتال بالخوف من النجاح أغلب الأحيان. فيما يلي بضعة أمثلة لأفكار شائعة تؤدي للشعور بالذنب وتعزيز الظاهرة.
- التعليم الجيد الذي تمكن من الحصول عليه.
- اعتراف الآخرين بنجاحاته.
- الاعتقاد بأنه ليس من الصواب أو العدل أن يكون في موضع أفضل من صديق أو حبيب.
- أن يشار إليه باسم:[7]

1. الذكي.
2. الموهوب.
3. المسؤول.
4. الحساس.
5. الجيد (الخيّر).
6. المفضّل.